# Boställets hällkista

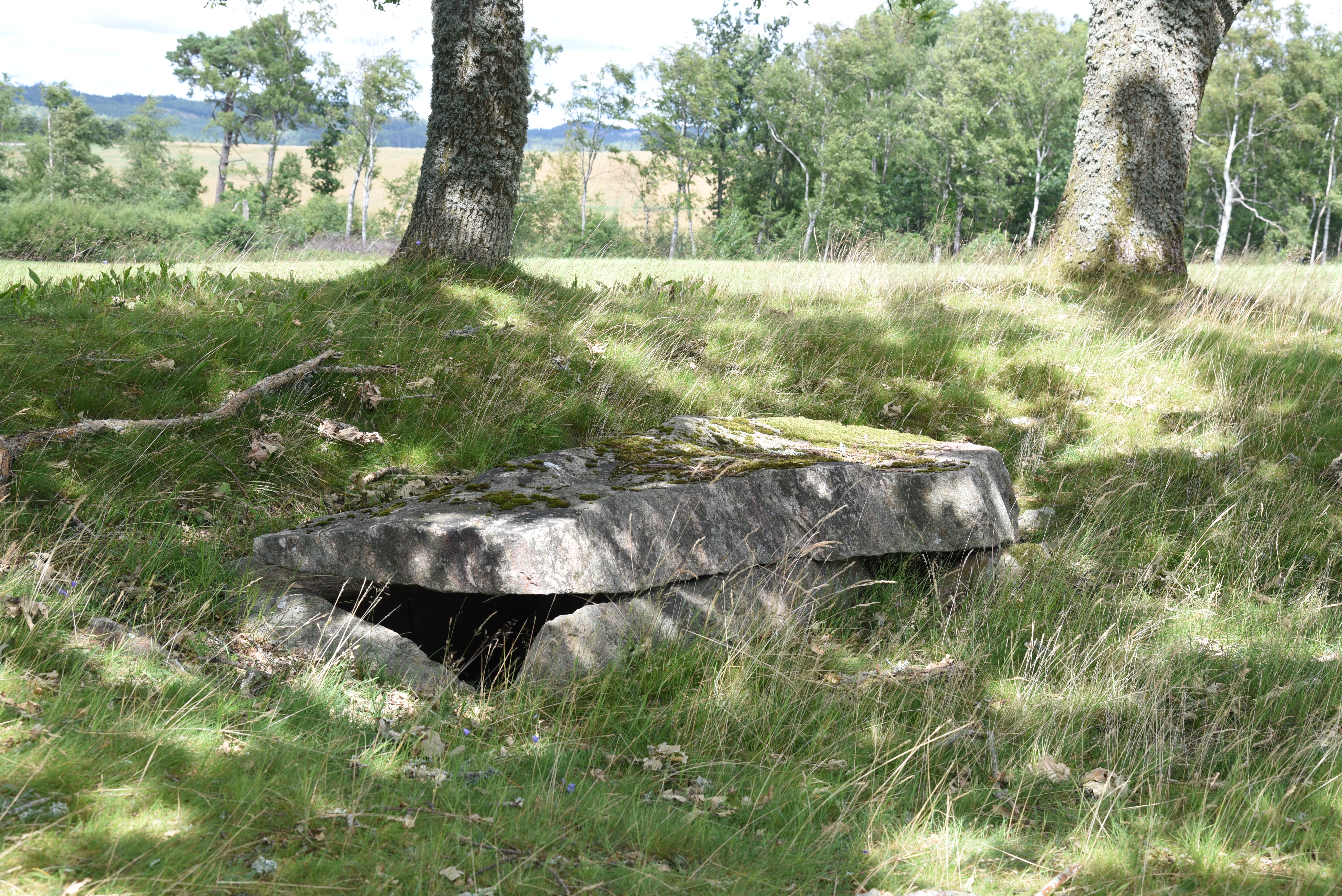
Boställets hällkista.

Boställets hällkista (Asige 19:1) är en stenkammargrav i Asige socken i Falkenbergs kommun.
Hällkistan, som är från stenåldern, består av ett stenblock, som täcker en gravkammare med väggar av flata stenar. Hällkistan, som är 2,8 gånger 1 meter, är nergrävd i en hög, som är 20 meter i diameter, på vilken det växer sju ekar och en björk. Graven har plundrats, men i hällkistan påträffades en ythuggen pilspets och en skrapa av flinta. Det var vanligt att flera personer begravdes i hällkistornas gravkammare under flera hundra år.